# Cassettevision
Cassettevision är en spelkonsol lanserad 1981 av den japanska tillverkaren Epoch. Fram till att Nintendos Famicom kom ut var den med 700 000 exemplar den mest sålda konsolen på den japanska marknaden.

## Specifikationer
Till skillnad från de flesta andra konsoler hade Cassettevision inga interna processorer – dessa satt istället inuti spelkassetterna. Varje spelkassett innehöll därmed så gott som en hel dator, med CPU, RAM och själva spelet i en ROM, medan huvudenheten bara innehöll strömförsörjning, handkontroller och anslutning till tv-apparat. Styrningen skedde med hjälp av fyra paddlar som satt inbyggda i basenheten och fyra fireknappar. Ett antal andra knappar och spakar tjänade till att välja spellägen. En ljuspistol kunde köpas till, men användes endast till ett spel.
Exakt vilken typ av processor som satt i spelen är okänt, och kan ha varierat från spelkassett till spelkassett. Vissa tror att det kan vara en 4-bitarskonstruktion, andra pekar på de 48 bitar långa instruktionerna. Känt är i varje fall att det rörde sig om enchipsdatorer utvecklade av NEC Corporation. I datortidningen Technopolis kom man 1983 fram till att det rör sig om en 12-bitskonstruktion: NEC D777C. Även om denna lösning lätt kan göra kassetterna dyrare än spel till andra konsoler, där kassetterna bara behöver innehålla själva spelprogrammet i ett ROM-minne, gjorde detta basenheten betydligt billigare än konkurrerande format.
Inte ens för sin tid var Cassettevision särskilt imponerande. Upplösningen var låg, med stora pixlar, få färger och primitiva ljudeffekter. Bakgrunder för spritarna att röra sig över gick inte att rita, utan skärmen var alltid svart. Även mycket äldre konsoler som Atari 2600 (1977) och Philips G7000 (1978) var grafiskt bättre rustade.

## Marknadsposition
Tack vare den okonventionella uppbyggnaden var Cassettevision mycket billig i inköp. Huvudenheten kostade 13 500 yen och spelen 4 980 yen, vid en tidpunkt när andra spelkonsoler med utbytbara spel kostade runt 50 000 yen. Prismässigt kunde man därför rent av konkurrera med de primitivare spelkonsolerna som endast förfogade över ett fåtal inbyggda spel, typ Pong. 1983 utgjorde Cassettevision 70 procent av den japanska konsolmarknaden, men det året lanserade Nintendo sin första spelkonsol med utbytbara kassetter: Famicom. Tekniskt sett var den vida överlägsen den föråldrade Cassettevision men kostade ändå inte mer än 14 800 yen. Epoch svarade med en billigare version av sin konsol, kallad Cassettevision Junior (pris: 5 000 yen) utan framgång, och tog därpå fram en helt ny, betydligt kraftfullare konsol: Super Cassettevision.

## Spelbibliotek
Endast elva spel släpptes till Cassettevision, vilket dock täckte in de flesta genrer. Varje spel hade ett nummer, vilket var brukligt på den tiden.
1. Kikori no Yosaku (hjälp skogshuggaren att fälla träd bland vildsvin och ormar)
2. Baseball (baseboll)
3. Galaxian (licensierat från Namco)
4. Big sports 12 (åtta sorters Pong, fyra ljuspistolsspel)
5. Battlevader (Space invaders)
6. Pakupaku monster (Pacman-liknande)
7. New Baseball (baseboll)
8. Monster mansion (Donkey Kong-aktigt)
9. Astro command (Scramble-klon)
10. Grand champion (outgivet bilspel)
11. Monsterblock (Pengo-liknande pusselspel med siffror)
12. Elevator panic (liknar Elevator Action, uppföljare till Monster mansion)